# Wraith (Zvezdna vrata)
Wraith (slovensko »besi«, »prikazni«) so ena izmed ras v znanstvenofantastični seriji Zvezdna vrata: Atlantida. Prvič se pojavijo v pilotni epizodi in predstavljajo glavnega sovražnika Atlantski ekipi predvsem v prvi sezoni. Prikazani so kot bitja, ki so se razvila iz kombinacije človeškega in insekticidnega genskega materiala, hranijo pa se z življenjsko silo ljudi. S svojo podobo, ki pogosto vključuje dolge temne plašče, ter načinom preživljanja spominjajo na vampirje iz Zemeljske kulturne tradicije, zato je smiselno predvidevati, da so jih ustvarjalci oblikovali po njih. (V izmišljenem svetu Zvezdnih vrat so rase večinoma upodobljene kot predhodniki mitoloških bitij iz različnih kultur.)
Wraith živijo zunaj Rimske ceste v galaksiji Pegaz.